# SMS Custoza
O SMS Custoza foi um navio ironclad operado pela Marinha Austro-Húngara. Sua construção começou em meados de novembro de 1869 nos estaleiros da Stabilimento Tecnico Triestino e foi lançado ao mar no final de agosto de 1872, sendo comissionado na frota austro-húngara em fevereiro de 1875. Era equipado com um armamento principal composto por oito canhões de 260 milímetros montados em uma bateria central, tinha um deslocamento carregado de mais de sete mil toneladas e alcançava uma velocidade máxima de mais de treze nós (25 quilômetros por hora).
O Custoza teve uma carreira bem limita, pois pequenos orçamentos navais concedidos pelo governo impediram um serviço ativo regular. Seu período mais ativo foi na década de 1880, quando participou em 1880 de uma demonstração naval internacional contra o Império Otomano, de uma viagem diplomática para a Espanha e de alguns exercícios com o resto da frota austro-húngara. Foi transformado em um navio-escola em 1902 e depois um alojamento flutuante em 1914. Foi entregue à Itália depois do fim da Primeira Guerra Mundial, sendo imediatamente desmontado.

## Desenvolvimento
A Marinha Austro-Húngara pediu em 1869 que Josef von Romako, seu Diretor de Construção Naval, preparasse projetos para dois ironclads. O primeiro se tornaria o Custoza e o segundo o SMS Erzherzog Albrecht, que era ligeiramente menor por restrições orçamentárias. Romako estudou a Batalha de Lissa de 1866 e decidiu que os novos navios deveriam favorecer blindagem e capacidade de disparar para vante e para ré com o objetivo de permitir abalroamentos mais eficazes. Isto forçou redução no número de canhões principais e potência dos motores. Um arranjo de bateria central igual ao do ironclad SMS Lissa foi adotado para compensar o número menor de armas. Diferentemente do casco de madeira do Lissa, o casco do Custoza foi construído de ferro, a primeira grande embarcação austro-húngara feita com um casco desse material. O Custoza foi um dos maiores navios de bateria central construídos no mundo.
O Custoza mostrou ser uma embarcação bem manobrável, mas foi construído com um projeto obsoleto e não se equiparava aos padrões de outras grandes marinhas da época, cujos navios tinham maior blindagem e poder de fogo. A Marinha Real Italiana, principal adversária da Marinha Austro-Húngara no Mar Adriático, iniciou apenas quatro anos depois do Custoza a construção dos ironclads da Classe Duilio, armados com poderosos canhões de 450 milímetros em torres de artilharia. Mesmo assim, o Custoza junto com o Erzherzog Albrecht, foi a base para o SMS Tegetthoff, que teve suas obras iniciadas em 1876. O Custoza influenciou Nathaniel Barnaby, o Chefe Construtor da Marinha Real Britânica, ao projetar o HMS Alexandra. Apesar de suas deficiências, o Custoza era o melhor navio capital no Adriático na época de sua finalização por causa dos longos períodos de construção das embarcações italianas.

## Projeto

### Características

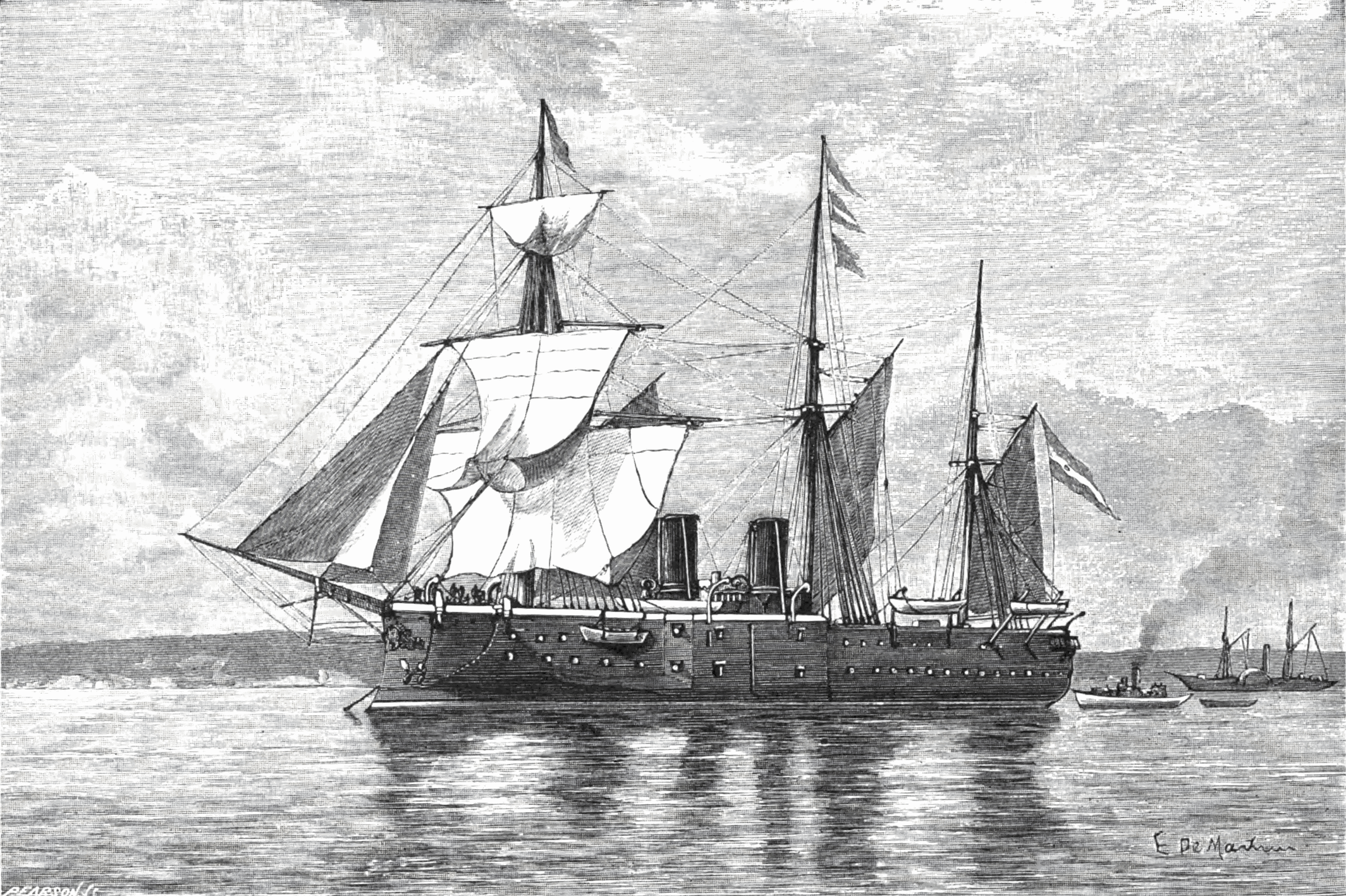
Ilustração de Eduardo de Martino do Custoza com as velas desfraldadas

O Custoza tinha 92,14 metros de comprimento da linha de flutuação e 95,03 metros de comprimento de fora a fora. Tinha boca de 17,7 metros e calado médio de 7,9 metros. Tinha um deslocamento vazio de 6 665 tonelada, um deslocamento normal de 7 291 toneladas e um deslocamento carregado de 7 855 toneladas. Sua altura metacêntrica transversal era de 85 centímetros. O rostro de sua proa tinha uma inclinação invertida até o castelo de proa, que por sua vez estendia-se até a extremidade de ré da bateria central.
O navio foi construído com um fundo duplo celular que transversalmente começava nas laterais inferiores do casco e terminava no convés da bateria, já longitudinalmente começava na armação 52 na proa e terminava na armação 34 na popa, com o afinamento da forma do casco impedindo que o fundo duplo cobrisse mais áreas. As placas externas do casco tinha 44 milímetros de espessura, reduzindo-se para dezessete e dezenove milímetros nas laterais. Quilhas externas feitas de madeira foram equipadas a fim de proteger o casco em casa de encalhes. Sua tripulação ficava entre 548 e 567 oficiais e marinheiros. O Custoza tinha cinco âncoras, duas das quais pesavam 4,3 toneladas, enquanto as restantes eram menores e pesavam entre 247 quilogramas e uma tonelada.
Seu sistema de propulsão tinha um motor a vapor horizontal de expansão única com dois cilindros fabricado pela Stabilimento Tecnico Triestino. Ele girava uma hélice de duas lâminas de 6,87 metros de diâmetro. O vapor vinha de oito caldeiras a carvão com 32 fogões, cuja exaustão era despejada por duas chaminés à meia-nau. Podia carregar até 616 toneladas de carvão. Originalmente tinha três mastros a vela a fim de suplementar seu motor, mas isto foi reduzido em 1877 para velas de escuna.
Os motores tinham uma potência nominal de mil cavalos-vapor para uma velocidade máxima de catorze nós (26 quilômetros por hora). Em serviço sua velocidade máxima era de 13,75 nós (25,47 quilômetros por hora) a partir de uma potência indicada de 4 215 cavalos-vapor (3 100 quilowatts), mas durante seus testes marítimos em 12 de outubro de 1875 chegou a 13,95 nós (25,84 quilômetros por hora) sob um deslocamento ligeiramente menor do que o normal. Sua velocidade máxima diminuiu no decorrer de sua carreira por desgaste do motor. Em 1883 sob deslocamento normal tinha caído para 12,7 nós (23,5 quilômetros por hora) a partir de 4 764 cavalos-vapor (3 503 quilowatts).

### Armamento e blindagem

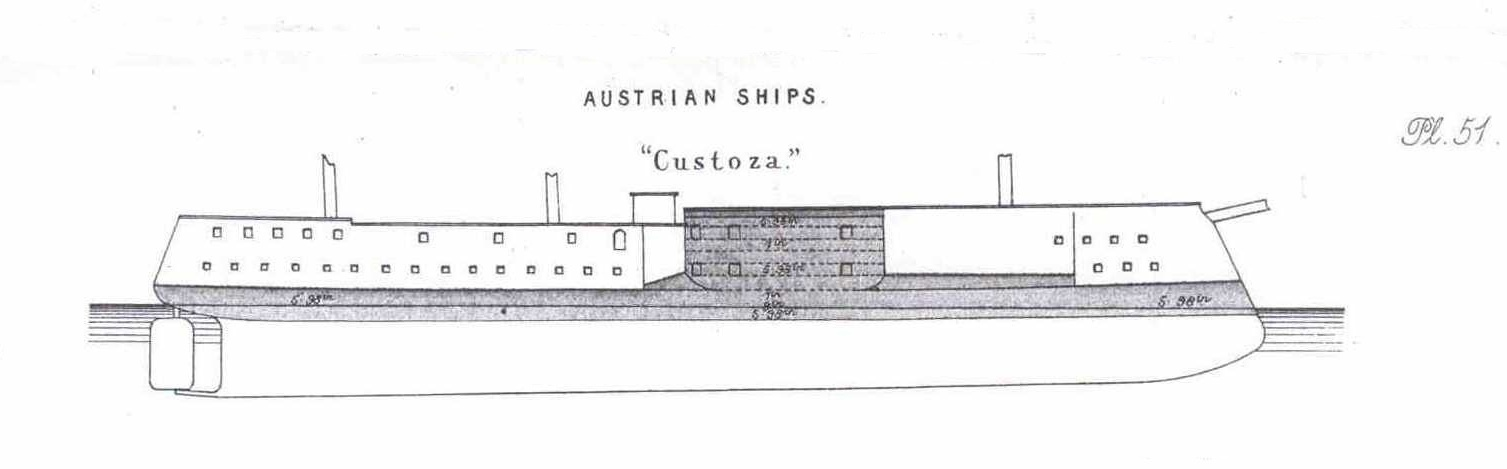
Desenho do Custoza mostrando suas áreas blindadas

O armamento principal do Custoza consistia em oito canhões retrocarga calibre 22 de 260 milímetros produzidos pela alemã Krupp. Estas ficavam montadas em uma bateria central blindada de dois conveses, quatro em cada um. Cada arma podia disparar por duas aberturas, permitindo que quatro canhões disparassem em cada lateral e à vante, mas apenas dois podiam disparar à ré. As armas podiam elevar até 8,4 graus e abaixar até quatro graus negativos, com o arco de tiro sendo de quinze graus em cada abertura. Os canhões careciam de plataformas giratórias e precisavam ser reorientadas entre aberturas manualmente, uma tarefa árdua para os artilheiros. O armamento secundário tinha seis canhões calibre 24 de 89 milímetros e dois canhões calibre 15 de 70 milímetros, todos também fabricados pela Krupp. As armas de 89 milímetros ficavam em aberturas desprotegidas, duas na proa e quatro na popa. Podiam elevar até quinze graus e abaixar até sete graus negativos, com seus arcos de disparo sendo de 21 graus.
O cinturão principal de blindagem ficava na linha de flutuação e era feito de placas de ferro forjado que tinham 229 milímetros de espessura na parte central do navio, onde protegiam as salas de máquinas. Em direção da popa e proa ele reduzia de espessura para 114 milímetros. Ele começava 2,12 metros acima da linha de flutuação e terminava 1,45 metros abaixo. O convés era protegido apenas por uma fina folha de ferro, como era o costume para navios capitais do período. A bateria central era protegida por placas de 152 a 178 milímetros. Uma das grandes vantagens que navios de bateria central como o Custoza tinham sobre os anteriores ironclads laterais era a redução do peso total do armamento secundário. O navio também tinha flutuabilidade suficiente na seção de meia-nau para aguentar o peso de toda a embarcação.

## História

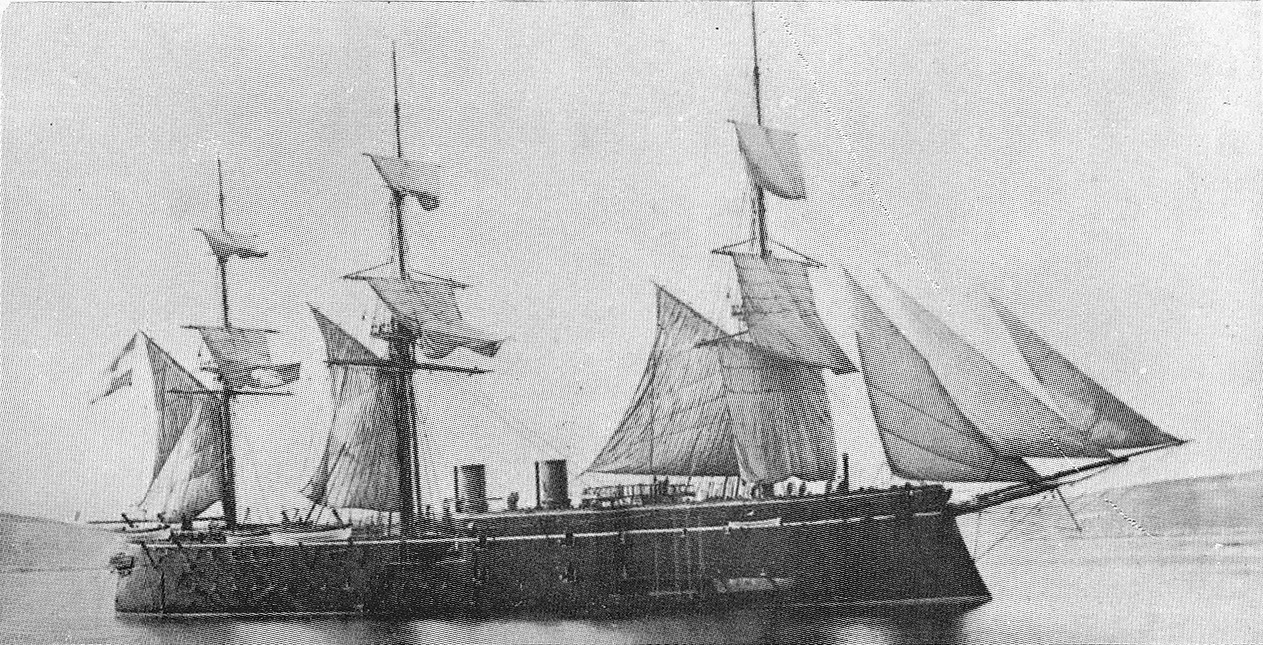
O Custoza na década de 1880

O batimento de quilha do Custoza ocorreu em 17 de novembro de 1869 nos estaleiros da Stabilimento Tecnico Triestino em Trieste. Seu casco completo foi lançado ao mar em 20 de agosto de 1872, sendo finalizado em 18 de setembro de 1874. Seus testes marítimos ocorreram entre 11 e 13 de fevereiro de 1875, depois dos quais foi comissionado. Foi nomeado em homenagem à Batalha de Custoza, uma vitória austríaca sobre a Itália em 1866 durante a Terceira Guerra de Independência Italiana. O governo dava pouca prioridade para atividades navais, principalmente na década de 1870. Consequentemente, a escassez de dinheiro impediu que uma frota ativa fosse mantida. Os ironclads ficaram fora de serviço na reserva em Pola, incluindo o Custoza, com as únicas embarcações que tiveram algum serviço ativo no período sendo as mais antigas em viagens internacionais. As velas do navio foram reduzidas em 1877.
O Custoza, o ironclad SMS Prinz Eugen e a fragata SMS Laudon participaram 1880 de uma demonstração naval internacional contra o Império Otomano a fim de forçar a transferência de Ulcinj para Montenegro pelos termos do Congresso de Berlim. Permaneceu em serviço pelo restante do ano junto com quatro outras embarcações menores. Em 1882 teve sua bateria secundária reformulada para quatro canhões de 47 milímetros, cinco canhões giratórios Hotchkiss de 47 milímetros e duas metralhadoras de 25 milímetros. Também recebeu quatro tubos de torpedo de 350 milímetros. Em algum momento antes de 1887 recebeu redes antitorpedo.
Participou em 1888 das manobras anuais de frota junto dos ironclads Tegetthoff, SMS Kaiser Max e SMS Don Juan d'Austria, os cruzadores torpedeiros SMS Panther e SMS Leopard e a canhoneira-torpedeira SMS Meteor. No mesmo ano o Custoza, Kaiser Max, Don Juan d'Austria, Prinz Eugen, Tegetthoff, Panther e Leopard visitaram Barcelona, na Espanha, com o objetivo de representarem a Áustria-Hungria nas cerimônias de abertura da Exposição Universal de Barcelona. Foi a maior esquadra que a Marinha Austro-Húngara operou fora do Mar Adriático em toda sua história. Durante este período, o Custoza e Tegetthoff foram inspecionados pela rainha Maria Cristina e pelo arquiduque Carlos Estêvão. No ano seguinte participou de vários exercícios de treinamento com outros cinco ironclads e vários cruzadores e outras embarcações menores.
O Custoza foi colocado em 1895 na II Reserva. De 1902 em diante foi empregado como navio-escola como cadetes navais, desempenhando esta função até 1914. Neste ano foi convertido em um alojamento flutuante, exercendo este papel até 1920, depois do fim da Primeira Guerra Mundial. A Áustria-Hungria foi derrotada e o navio entregue para os italianos como prêmio de guerra sob os termos do Tratado de Saint-Germain-en-Laye, sendo imediatamente desmontado ainda em 1920 na Itália.